# Cerro Tapaquilcha
Cerro Tapaquilcha är ett berg i Bolivia.   Det ligger i departementet Potosí, i den sydvästra delen av landet, 400 km sydväst om huvudstaden Sucre. Toppen på Cerro Tapaquilcha är 5 450 meter över havet, eller 54 meter över den omgivande terrängen. Bredden vid basen är 0,33 km.
Terrängen runt Cerro Tapaquilcha är kuperad åt sydost, men åt nordväst är den bergig. Trakten runt Cerro Tapaquilcha är nära nog obefolkad, med mindre än två invånare per kvadratkilometer.. Det finns inga samhällen i närheten. 
Omgivningarna runt Cerro Tapaquilcha är i huvudsak ett öppet busklandskap.